# Repubblica Unita delle Suvadive
La Repubblica Unita delle Suvadive (in maldiviano އެކުވެރި ސުވާދީބު ޖުމްހޫރިއްޔާ‎) era uno stato separatista, non riconosciuto dalla comunità internazionale, delle Maldive, esistito dal 1958 al 1963. Le isole che componevano erano: Atollo Addu, Atollo Huvadhu e Fuvahmulah. Venne creata in periodo della guerra fredda.
Il primo ed unico Capo di Stato e del governo fu Abdullah Afeef Didi, che rimase in carica dal 1958 al 1963, fino all'anno del referendum.